# Oligostigma adrianalis
Oligostigma adrianalis är en fjärilsart som beskrevs av William Schaus. Oligostigma adrianalis ingår i släktet Oligostigma och familjen Crambidae. Inga underarter finns listade i Catalogue of Life.